# MGM-1 Matador

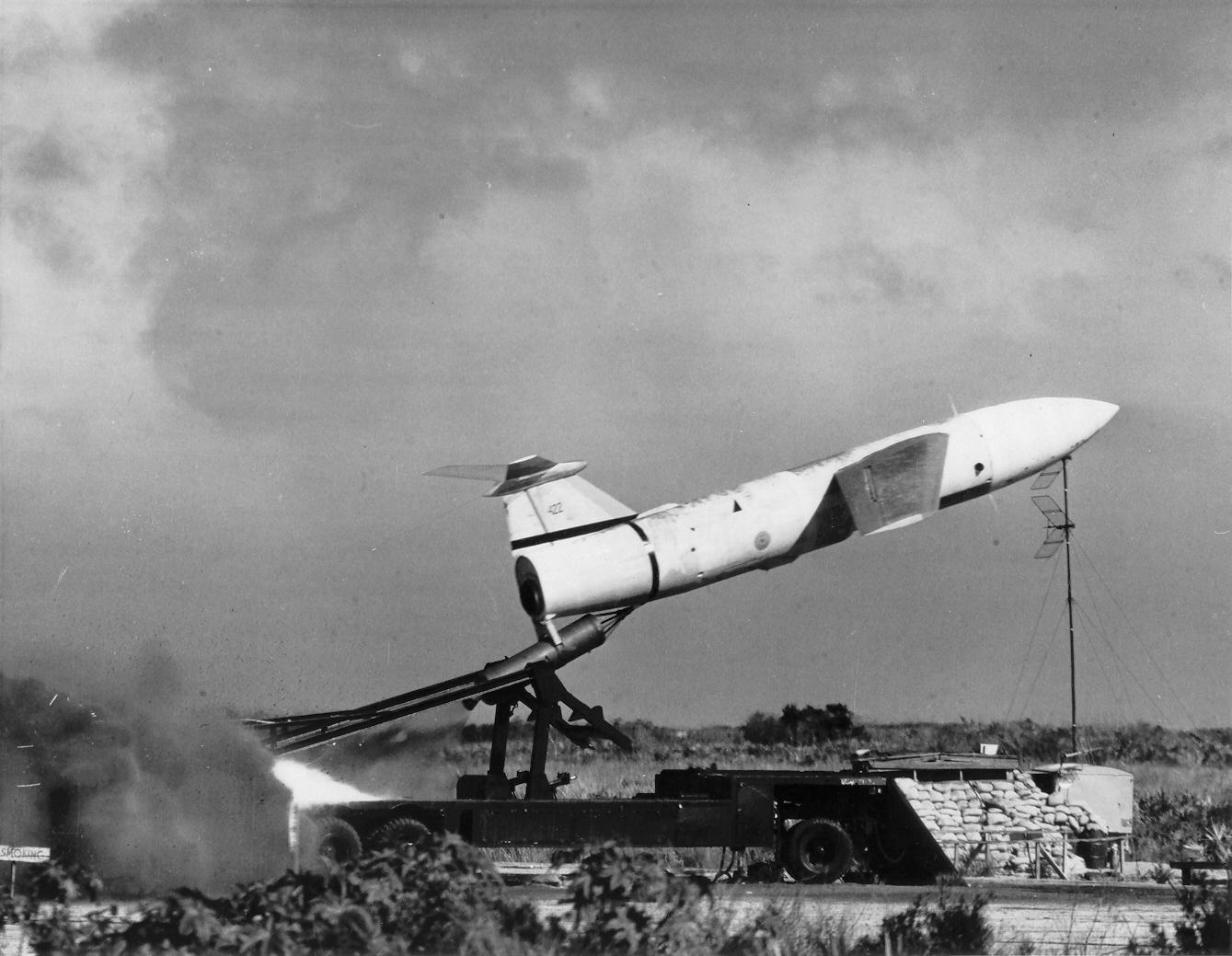

O Martin MGM-1 Matador foi o primeiro míssil de cruzeiro operacional, projetado e construído pelos Estados Unidos. Ele foi desenvolvido depois da Segunda Guerra Mundial, depois da experiência em tempo de guerra criando o Republic-Ford JB-2, uma cópia do V-1 alemão. O Matador foi similar em conceito com o V-1; ele incluía um comando de rádio que permitia correção de curso em voo, permitindo que se aumentasse a acurácia com o seu maior alcance de pouco menos de 1000 km. Para permitir esse alcance, o Matador era propulsionado por um pequeno turbojato no lugar do pulsojato bem menos eficiente empregado no V-1. O míssil usava uma ogiva nuclear mark 5, uma versão melhorada e menor da bomba Fat Man usada contra Nagasaki, com erro provável de 1,6 km no seu alcance máximo, permitia que fosse usada com eficácia contra grandes alvos como concentrações de tropas e colunas de tanques.
O primeiro voo do Matador, um modelo XSSM-A-1 ocorreu no Campo de Teste de Mísseis de White Sands em 20 de janeiro de 1949. O primeiro par produzido de mísseis Matador chegou na Eglin Air Force Base, Flórida, em setembro de 1953, para testes climáticos. o primeiro esquadrão estava operacional ao fim de 1953, mas não foi implantado até 1954, quando foi colocado em operação na Alemanha, com mísseis armados com a ogiva W5 (Mark 5), com potência de 20 quilotons.